# 汪慕恒
汪慕恒（1927年7月—），男，台湾台南人，中国东南亚经济学家，厦门大学南洋研究院教授，曾任第七、八届全国政协委员。

## 家庭
汪慕恒祖父汪春源是清末最后一位台籍进士。其侄汪毅夫是原福建省副省长、全国台联会长。